# Gastrotheca microdiscus
Gastrotheca microdiscus é uma espécie de anfíbio da família Hemiphractidae.
É endémica do Brasil.
Os seus habitats naturais são: florestas subtropicais ou tropicais húmidas de baixa altitude e regiões subtropicais ou tropicais húmidas de alta altitude.
Está ameaçada por perda de habitat.